# Steve Gohouri
Steven Ulrich Lohoré „Steve“ Gohouri (* 8. Februar 1981 in Treichville; † 12. Dezember 2015 in Deutschland) war ein ivorischer Fußballspieler. Er wuchs in Frankreich auf und besaß ebenfalls einen französischen Pass.

## Geburt und Kindheit
Steve Gohouri wurde 1981 in Treichville im Süden der Elfenbeinküste geboren. Seine Familie und ihn selbst zog es früh nach Europa, wo sie in Frankreich in der Pariser Agglomeration sesshaft wurden.

## Karriere

### Verein

#### Anfänge seiner Karriere
Nach dem Umzug nach Paris spielte Gohouri beim CS Brétigny, von dem aus er 1997 in die Nachwuchsmannschaft von Paris Saint-Germain wechselte. In Paris konnte er sich nicht durchsetzen und spielte nie in der ersten Mannschaft. Danach wechselte er zum israelischen Verein Bne Jehuda, den er nach einer Saison wieder verließ, um sich dem Yverdon-Sport FC in der zweithöchsten Schweizer Liga anzuschließen. In Yverdon verbrachte Gohouri zweieinhalb Jahre, in denen er regelmäßig als Stürmer eingesetzt wurde. Danach wurde er für ein halbes Jahr an den FC Bologna ausgeliehen, bei dem er allerdings nicht eingesetzt wurde. Er wechselte danach zurück in die Schweizer Challenge League zum liechtensteinischen Verein FC Vaduz, für den er seine ersten internationalen Spiele absolvierte.

#### Durchbruch bei den Young Boys
Im September 2005 bot der BSC Young Boys dem 1,90 Meter großen Defensiv-Allrounder einen Vierjahresvertrag an. Sein erstes Spiel für die Young Boys bestritt Gohouri am 23. Oktober 2005 im Schweizer Cup gegen den FC La Chaux-de-Fonds. Seine Torpremiere hatte er in seinem zweiten Ligaspiel gegen den FC Schaffhausen. Insgesamt bestritt er 46 Pflichtspiele, in denen er acht Tore erzielte. Als eines seiner wichtigsten Tore gilt sein Treffer am 20. August 2006 im Spiel gegen den FC Aarau, das die Young Boys in Unterzahl mit 1:0 gewannen. Gohouri traf als einziger Berner Spieler im Strafraum des FC Aaraus mit einem Kopfball nach einem weiten Einwurf.

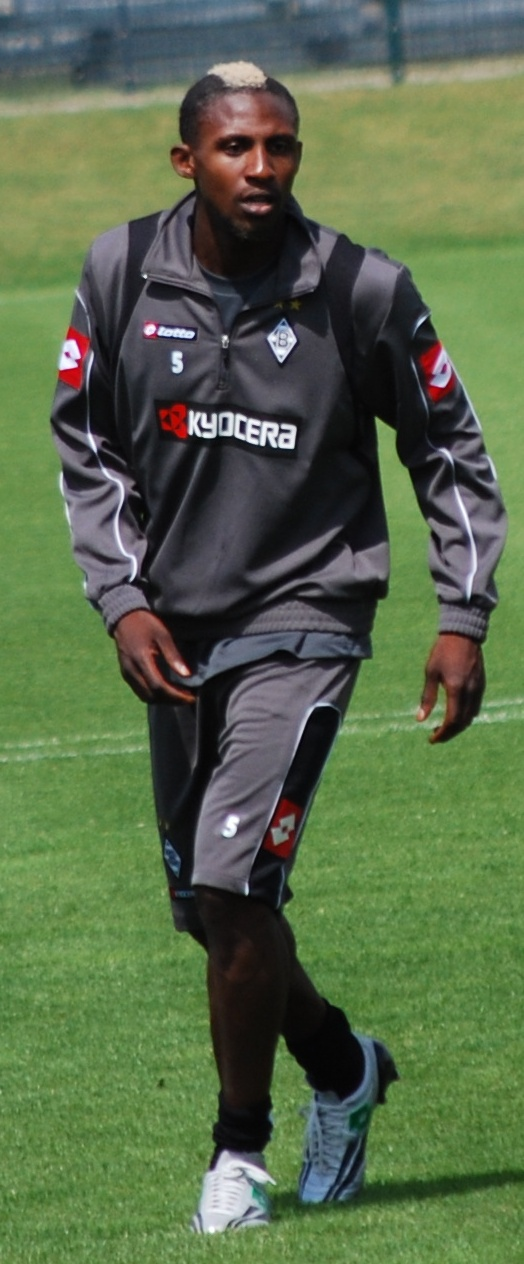
Steve Gohouri (2008)

#### Borussia Mönchengladbach
Nach 15 Monaten wechselte Gohouri im Januar 2007 zu Borussia Mönchengladbach, bei der er bis Dezember 2009 unter Vertrag stand. Seinen Stammplatz verlor er zwischenzeitlich im Oktober 2007, als er vor dem Spiel gegen den 1. FC Köln zusammen mit dem Teamkollegen Soumaila Coulibaly feiernd in einer Kölner Diskothek gesehen wurde und dies von den Boulevardmedien als „Disco-Affäre“ aufgegriffen wurde. Es dauerte bis Mitte Februar 2008, ehe er für die Partie gegen den 1. FSV Mainz 05 vom Trainer wieder nominiert und in die Mannschaft befördert wurde. Auch in den folgenden Spielen kam er in der Abwehr zum Einsatz. Im September 2008 wurde Gohouri, nachdem er mehrere Termine bei der medizinischen Abteilung versäumt hatte, von Trainer Jos Luhukay für zwei Wochen zu den Amateuren von Borussia Mönchengladbach verbannt. Im Juni 2009 teilte der Verein mit, dass Gohouri nicht mehr zum Profikader gehöre und er sich trotz eines laufenden Vertrages einen neuen Klub suchen könne. Am 22. Dezember 2009 wurde sein Vertrag aufgelöst.

#### Wigan Athletic
Am 12. Januar 2010 unterschrieb Gohouri – nach Angaben des aufnehmenden Vereins zunächst im Rahmen eines Leihgeschäfts – einen zunächst bis zum 30. Juni 2010 befristeten Vertrag beim Premier-League-Verein Wigan Athletic, der im Mai 2010 um zwei Jahre verlängert wurde. Am 3. Mai 2010 erzielte Gohouri seinen ersten Treffer für Wigan mit einem Fallrückzieher. Es war der Treffer zum 2:2, was für den Gegner Hull City den Abstieg zur Folge hatte. Der Ivorer absolvierte 42 Ligaspiele (zwei Tore) für die Engländer und kam überdies zu jeweils einem Einsatz in FA- und League-Cup.

#### Wanderjahre
Nach einer weiteren Station in Israel bei Maccabi Tel Aviv schloss sich Gohouri 2013 dem griechischen Erstligisten Skoda Xanthi an. Nach über einjähriger Vereinslosigkeit unterschrieb er im Oktober 2014 einen bis zum Jahresende gültigen Vertrag beim deutschen Drittligisten FC Rot-Weiß Erfurt. Der Vertrag wurde bis zum Ende der Saison 2014/15 verlängert. Der erneut vertraglose Gohouri schloss sich Anfang Dezember 2015 zunächst bis Saisonende dem abstiegsbedrohten Süd-West-Regionalligisten TSV Steinbach an.

### Nationalmannschaft
Für die Elfenbeinküste absolvierte Gohouri mindestens 13 Länderspiele. Seine ersten Berufungen erhielt er 2006. Im Spiel am 21. März 2007 gegen Mauritius erzielte er beim 3:0-Sieg zwei Treffer für die Ivorer. Ein Jahr später gehörte er zum Kader der Nationalmannschaft für den Afrika-Cup 2008. 2010 nahm er mit der Elfenbeinküste an der Weltmeisterschaft in Südafrika teil, blieb beim Vorrundenaus allerdings ohne Einsatz.

### Erfolge
Verein
- 2008 Aufstieg in die 1. Bundesliga mit Borussia Mönchengladbach
- 2006 Schweizer Pokalfinalist mit BSC Young Boys
- 2004 und 2005 Liechtensteinischer Pokalsieger mit dem FC Vaduz
- 2001 Schweizer Pokalfinalist mit Yverdon-Sport

Nationalmannschaft
- 4. Platz beim Afrika-Cup 2008 mit der Elfenbeinküste

## Tod
Gohouri wurde seit dem 12. Dezember 2015 vermisst, nachdem er zuvor erklärt hatte, dass er seine Familie in Paris besuchen wolle. Am 31. Dezember 2015 wurde sein Leichnam bei Krefeld aus dem Rhein geborgen. Hinweise auf Fremdverschulden gab es nicht – entgegen anderslautenden Berichten schloss die Polizei Fremdverschulden zunächst allerdings nicht ausdrücklich aus. Im Zuge einer Obduktion wurde jedoch eine Gewalteinwirkung durch Dritte ausgeschlossen.